# Fiorenzo Mancini
Fiorenzo Mancini (Firenze, 21 luglio 1922 – Firenze, 18 aprile 2015) è stato un geologo e pedologo italiano.

## Biografia
Già professore ordinario di geologia applicata presso la Facoltà di agraria dell'Università di Firenze, divenne professore emerito dello stesso ateneo. Ha svolto un'intensa attività nella pedologia, occupandosi delle caratteristiche dei terreni, con particolare riferimento all'argilla, e svolgendo ricerche sul Gargano. Negli anni sessanta, concretizzando la lunga collaborazione con Paolo Principi, ha curato la pubblicazione della carta dei suoli d'Italia.
Socio corrispondente dell'Accademia delle Scienze di Torino, tra i fondatori della Società Italiana di Pedologia e della Società Italiana della Scienza del Suolo, che ha presieduto nel quadriennio 1972-'75, Mancini è stato presidente sia dell'Accademia Italiana di Scienze Forestali (1992-1999) sia della Società Geologica Italiana (1969-'70), nonché vicepresidente dell'Accademia dei Georgofili dal 1986 al 2008.
Attivo nel mondo delle Cooperative Agricole, dal 1991 al 2003 ha ricoperto la carica di Presidente della "Chiantiser scrl", società cooperativa con sede nel Comune di San Casciano in Val di Pesa (FI) che si occupa di servizi in agricoltura. Si è trattato di uno dei primi esempi in Toscana di esternalizzazione della manodopera per la gestione di aziende agrarie vitivinicole e olivicole, sia nel complesso di tutte le operazioni necessarie, sia solamente di alcune di esse, secondo la richiesta del socio committente.
La sua passione per il mondo agricolo  e la naturale predisposizione a lavorare con i giovani laureati, che spesso sono stati suoi studenti della Facoltà di Agraria di Firenze, ha permesso a Mancini di preparare, incoraggiare e poi collaborare dagli anni ottanta in avanti, con molti agronomi che hanno trovato impiego nelle principali aziende vitivinicole toscane.
Tra le sue principali pubblicazioni Ricerche pedologiche nel bacino del fiume Isclero (1954),  Delle terre brune d'Italia  (1955), I terreni della foresta di Paneveggio (1959),  Sulla geologia della piana d'Albegna (1960). Nel 1988 ha curato, per la De Agostini, il volume Esercito e ambiente, mentre nel 1993 ha curato, con altri autori, La collina nell'economia e nel paesaggio della Toscana.